# Juncalito
Juncalito es un distrito municipal de Jánico, está ubicado en la Cordillera Central a una altitud de más de 1000 metros sobre el nivel del mar (3.290 pie), a 59 kilómetros de la ciudad de Santiago de los Caballeros. Es una comunidad centenaria, este lugar fue escogido por sus fundadores por las condiciones que posee para la producción agrícola. A pesar de que los accidentes geográficos dificultan el proceso de urbanización, la población de Juncalito ha crecido bastante debido a los muchos factores positivos que posee como son el clima, y la poca contaminación que hay en esta comunidad.
El distrito municipal Juncalito tiene una población aproximada de 5000 personas, de las cuales más del 60 % vive en las comunidades aledañas al pueblo. La población de Juncalito es relativamente joven. 
El 30 por ciento de la población vive en el extranjero o se ha quedado en otros pueblos en busca de mejores condiciones de vida.
Juncalito tiene un clima agradable y paisajes de montaña ideal para disfrutar a plenitud la naturaleza de la Cordillera Central. La geografía de Juncalito es en montañosa con muy pocas planicies.
A poca distancia del pueblo está ubicado el pico Cacique con una altura de 1300 metros sobre el nivel del mar. Además de sus hermosos paisajes de montaña, sus tierras están bañadas por las aguas de los ríos Gurabo y Jagua, este último muy visitado por las personas del lugar y de otros pueblos.

## Economía
La fuente principal de la economía en Juncalito es la agricultura, su principal producto es el café que aprovecha las condiciones favorables, como la altura y el clima fresco de las montañas. Ésta es una de las zona cafetales más importantes del país, productora de uno de los mejores cafés del mundo, donde hay alrededor de 1500 productores de café entre grandes, medianos y pequeños, los cuales alcanzan una producción de hasta los 50.000 quintales al año. Además del café hay en juncalito una producción vegetal de menor importancia, en su mayoría para el consumo interno.